# 羅友倫
羅友倫（1912年2月4日—1994年8月25日），中華民國陸軍二級上將與中華民國海軍陸戰隊中將， 廣東省梅縣瑶上乡人，為1950年政府遷臺後首位陸軍軍官學校校長，後接任第四任海軍陸戰隊司令、第五任憲兵司令、陸軍第一野戰軍團司令、陸軍訓練作戰發展司令、國防部總政戰部主任與聯勤總司令等要職，退伍後轉任駐薩爾瓦多共和國大使與總統府國策顧問。
兒子羅文山也是軍人，官拜陸軍中將，曾任1983－1988年的陸軍裝甲兵司令與陸軍六軍團司令，為陸軍六軍團主官首次有父子檔。

## 青年时期
出生于一个亦农亦商家庭。５岁丧父、６岁入学、11岁到县城读高小。
1927年考入广州黄埔军校七期预科。一年后入骑兵科。
1929年12月毕业，入陸軍教導第一師任少尉排長，到湖北追剿李先念红军，又到河南参加中原大战。1930年12月20日升中尉排长。到赣东北进剿方志敏红军。1931年底由师长徐庭瑶保荐，以上尉资格（实际上是中尉代理连长）考入南京陸軍步兵學校第一期，1932年1月至1933年1月学制一年。1933年4月入南京陸軍步兵學校校官研究班第一期，学制6个月。1934年2月入軍事委員會交通研究所任上尉區隊長。1934年6月入中央陸軍軍官學校畢業生調查科任股員。1935年5月入军事委员会訓練總監部軍事教育隊任科員，1935年6月任区队长。1935年10月，入军官外语学校第一期，学习法语两年。1936年12月考入陆军大学正则班第15期。

## 抗战时期
1939年3月从陆军大学毕业后，从正则班毕业学员中选留约10名为陆军大学兵学研究院第八期研究员，1939年6月入学。1939年12月毕业后，到国民革命军第五军任上校参谋处长，参加昆仑关战役。1942年2月作为第五军少将参谋长，随部队调云南参加中国远征军。与杜聿明军长率第五军军部走到印度阿萨姆邦。1942年12月1日在昆明就任第五军汽车兵团少将团长。1945年1月22日，就任第五军第49师师长，该师随即被裁撤。1945年3月17日，就任第五军第200师师长。1945年4月5日就任青年军第207师师长。

## 陸軍官校校長
在中華民國政府遷往臺灣後的1950年3月1日，蔣中正發表了陸軍官校的復校演說。蔣中正說：陸軍官校，為革命軍基本人才培植的基地，與建軍建國的前途有莫大之關係，早就應該恢復校長一職，不能以任何人兼任，所以在校長人選未定之前，軍校的名稱不願恢復，這次任命羅友倫同志為校長，正式恢復軍校。羅友倫隨即在1950年8月接任復校後首任校長一職，而陸官也在同年10月於臺灣高雄縣鳳山鎮正式復校，校址為原日本陸軍的武器儲存庫等設施所在。1951年4月，第四軍官訓練班的所有學員、教師及設施都被編進學員總隊，並成立第24期學生總隊，其訓練期為二年。而羅友倫的治校理念是以精神教育培養軍人之武德，以軍事教育完成基本戰鬥訓練，以科學教育學習各學科知識，以體能訓練鍛鍊吃苦耐勞精神。陸官遷臺後的首次校慶於1954年6月16日舉辦，同時也是陸官成立三十周年的校慶，羅友倫隨侍在當時的總統蔣中正旁，主持校慶閱兵、校閱骑兵隊。羅友倫於1954年8月卸任校長交于謝肇齊。

## 憲兵司令
羅友倫在1954年9月1日接替黃珍吾為中華民國憲兵司令部第五任司令，於1955年9月1日卸任司令交于劉煒。而憲兵司令部也因國防組織法修訂，於101年12月30日後改稱為憲兵指揮部。

## 海軍陸戰隊司令
1957年4月1日羅友倫接替唐守治為中華民國海軍陸戰隊第四任司令，他制定了「永遠忠誠」隊訓（譯自美國海軍陸戰隊的座右銘「永遠忠實」-Semper fidelis），並將黃埔精神於東征、北伐時校軍要求的三不怕精神「不怕苦、不怕難、不怕死」，訂為海軍陸戰隊的信念，意在培養陸戰隊員服從負責的團隊精神與誓死達成任務的堅定意志，另外實施三不變原則「時間不變、地點不變、訓練不變」，期使海軍陸戰隊是一支軍紀嚴明、訓練嚴格、驍勇善戰的兩棲勁旅。他於1960年12月31日卸任司令，由鄭為元繼任。

## 上將與駐薩爾瓦多大使
羅後續接任國防部副參謀總長與幾項司令要職，並在1969年1月1日晉升二級上將，接任唐守治為國防部總政治作戰部主任，1975年4月7日接任鄭為元為聯合勤務總司令部總司令，軍退後轉任駐薩爾瓦多共和國大使與總統府國策顧問。

## 書目
- 《羅友倫先生訪問記錄》 （页面存档备份，存于） 朱浤源 張瑞德 蔡說麗 潘光哲 中央研究院  1994[2013-3-18]

## 外部連結
- 中華民國陸軍軍官學校 （页面存档备份，存于）（繁體中文）
- 中華民國海軍陸戰隊 （页面存档备份，存于）（繁體中文）
- 羅友倫故居——文化部文化資產局 （页面存档备份，存于）